# 유엔 안전 보장 이사회 결의 제2703호
유엔 안전보장이사회 결의안 제2703호는 2023년 10월 30일 가결되었다. 이 결의안에 따르면, 안전보장이사회는 유엔 서사하라 국민투표 임무단(MINURSO)의 임기를 2024년 10월 31일까지 연장키로 하였다.
안전보장이사회 회원국 13개국이 찬성을, 모잠비크(비상임이사국)와 러시아(상임이사국)은 기권하였다.

## 같이 보기
- 유엔 안전보장이사회 결의안 2701 ~ 2800호 목록